# Vajrayāna

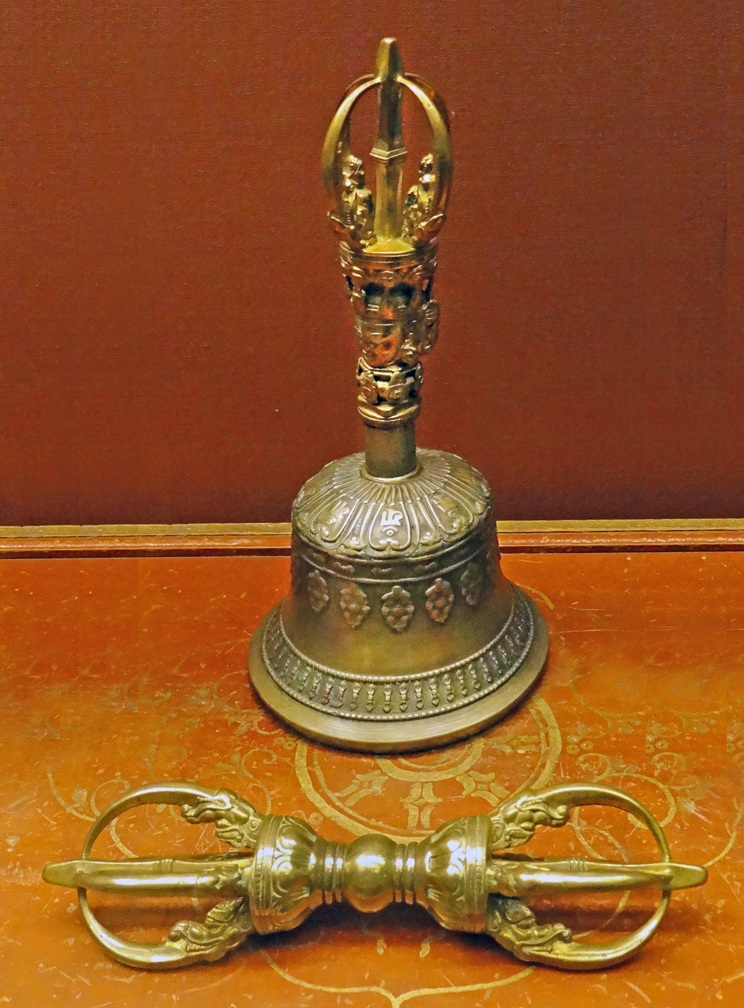
Un vajra y una campana (ghanta), que son símbolos rituales clásicos de Vajrayāna

El budismo vajrayāna (pronúnciese /ʋɐdʒɻɐ'jaːn̪ɐ/) es una rama del budismo mahāyāna que pone énfasis en el tantra y en la adopción de prácticas (upaya) tales como mantras, daranis, mudras, mandalas y la visualización de deidades y budas. Algunos de estos upaya son tradiciones esotéricas que solo pueden ser transmitidas por un maestro espiritual (lama o gurú) competente.
Fundado por los mahāsiddhas indios medievales, constituye la corriente predominante de budismo en el Tíbet, en Mongolia y en las repúblicas rusas de Buriatia, Calmuquia y Tuvá. También se ha desarrollado como una minoría histórica en otras regiones de Asia Oriental.

## Historia

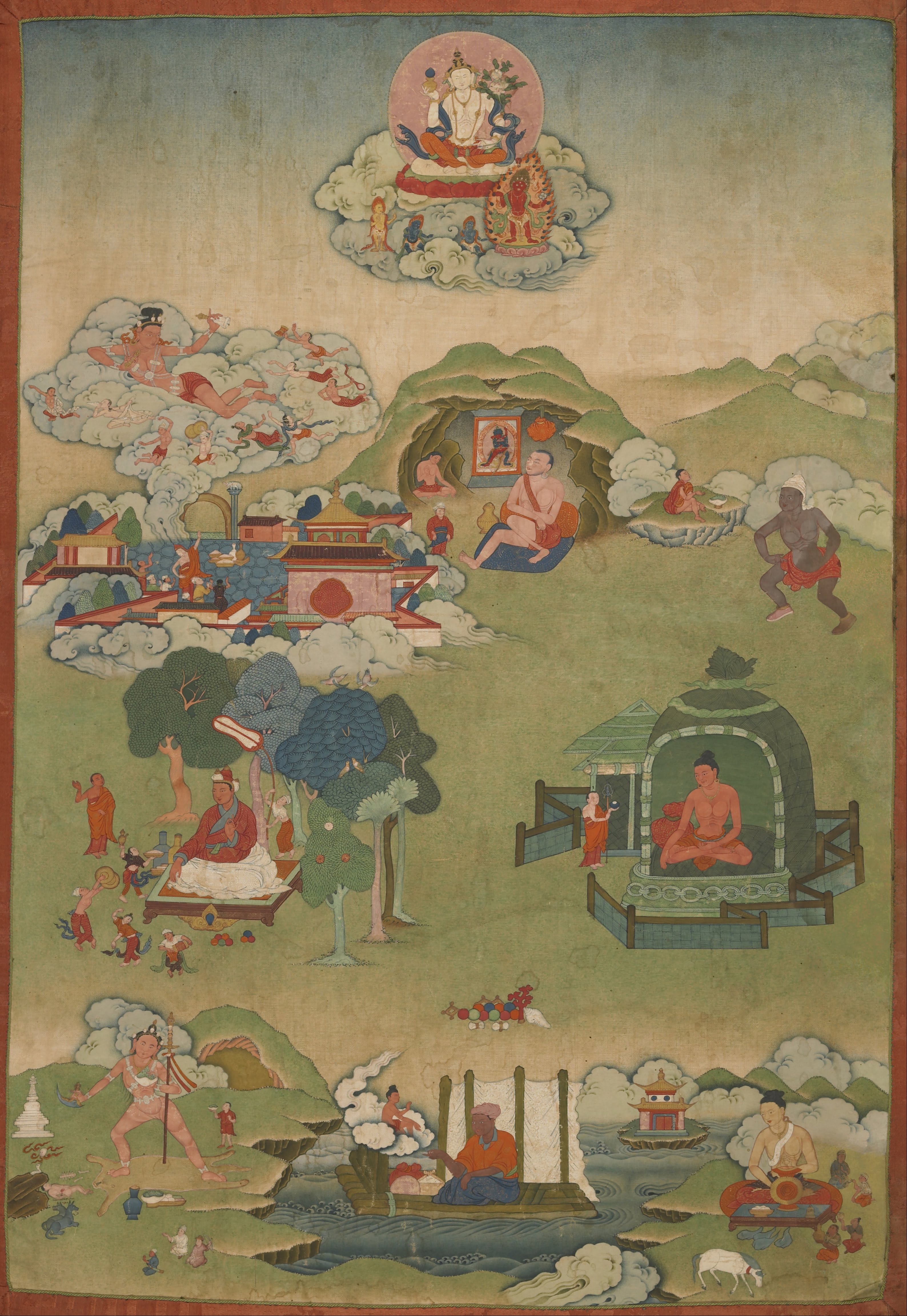
Pintura Tibetana de mahasiddhas, monasterio de Palpung.

### Movimiento Siddha
Los elementos del budismo tántrico se remontan a grupos de yoguis errantes llamados mahasiddhas (literalmente: “grandes adeptos”). Según John Myrdhin Reynolds, los mahasiddhas datan de la época medieval en el norte de la India (3-13 cen. EC), y utilizaron métodos que eran radicalmente diferentes de los utilizados en los monasterios budistas, como la vida en bosques y cuevas y la práctica de la meditación en campos crematorios. Estos círculos yóguicos se reunían en fiestas tántricas (ganachakras) a menudo en sitios sagrados (pitha) que incluían bailes, cantos, ritos sexuales y la ingestión de sustancias tabú como el alcohol, la orina, la carne, etc.
Los mahasiddhas obtenían siddhis, poderes mágicos como el vuelo y la percepción extrasensorial, así como la liberación. Ejemplos incluyen Garab Dorje, Saraha, Virupa y Tilopa.

### Tantras

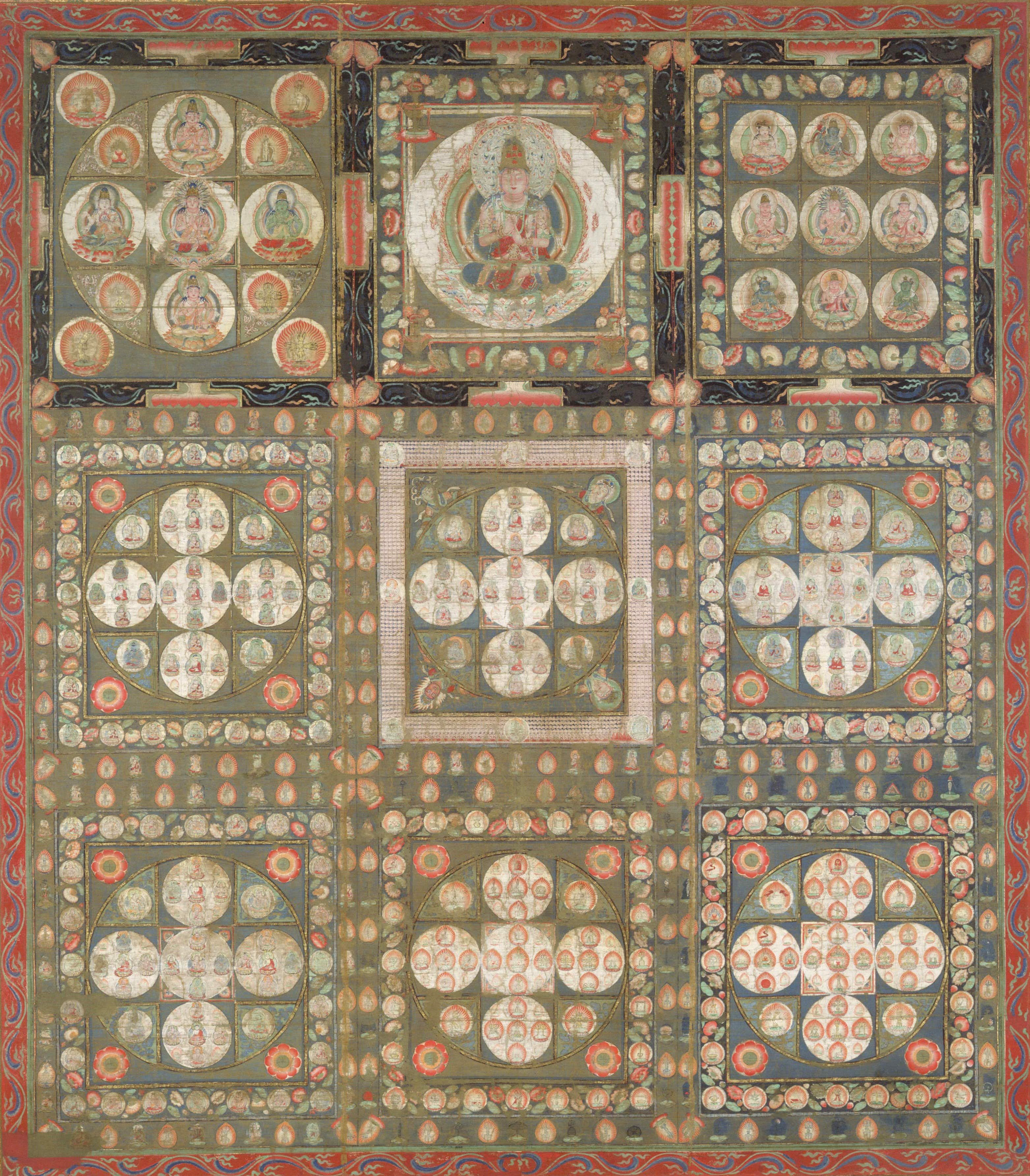
Mandala del Reino Diamante, basado en el Vajrasekhara tantra, y que simboliza la realización final del Buda Vairocana en Shingon.

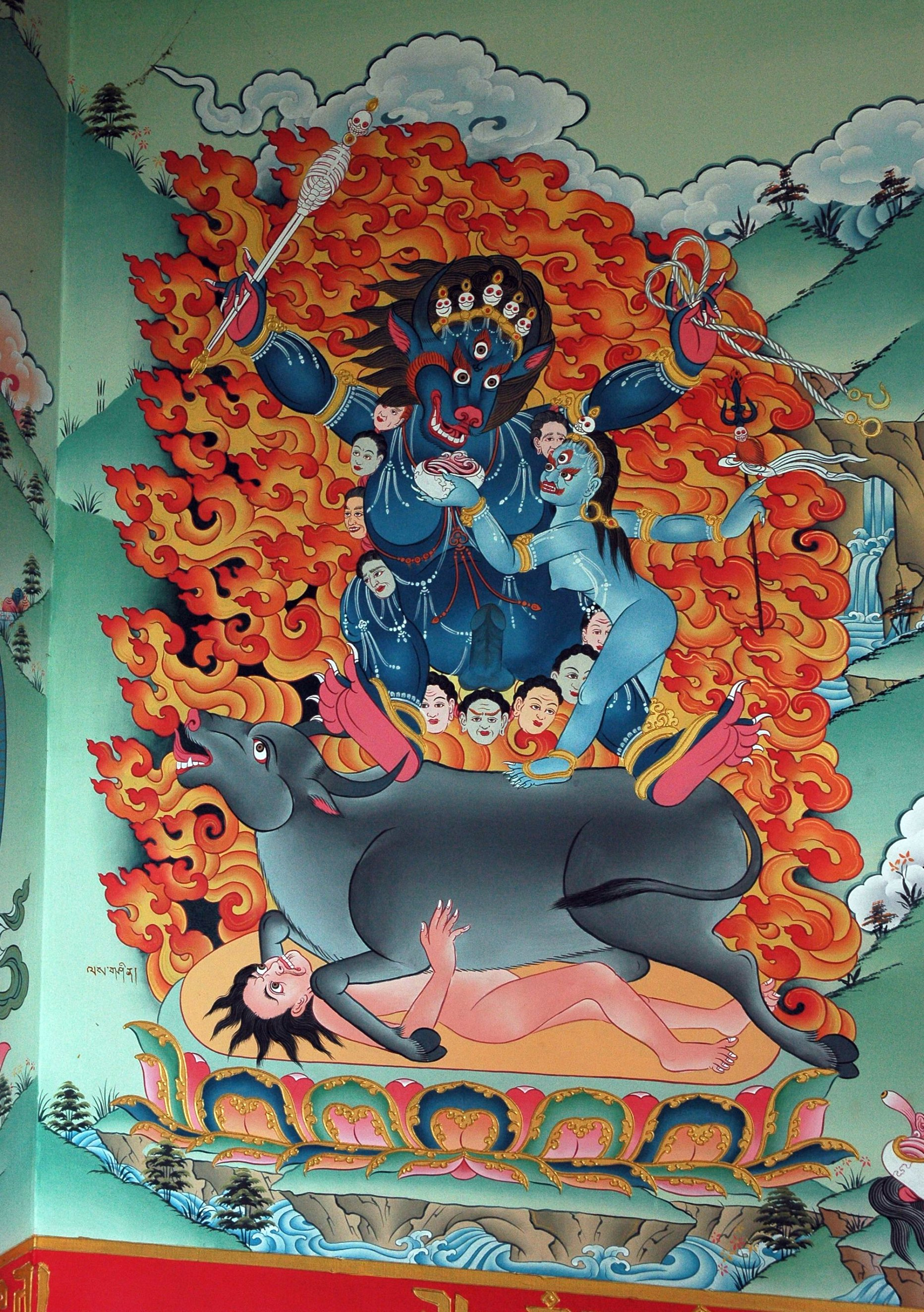
Vajrayana adoptó deidades tántricas indias como Bhairava, una forma feroz de Shiva, conocida como Yamantaka en el budismo tibetano.

Los sutras anteriores del budismo mahayana ya contenían algunos elementos que se destacan en los tantras, como las mantras y dharani. El uso de mantras y versos protectores en realidad se remonta al período védico y los primeros textos budistas como el canon Pali. La práctica de visualización de Budas como Amitabha también se ve en textos pretántricos como el Largo Sukhāvatīvyūha Sutra. Hay otros sutras Mahayana que contienen material «prototántrico» como el Gandavyuha sutra y el Dasabhumika sutra que podrían haber servido como una fuente central de imágenes visuales para textos tántricos.
Vajrayana desarrolló un gran corpus de textos llamados tantras budistas, algunos de los cuales se remontan a al menos el siglo VII, pero podrían ser más antiguos. La datación de los tantras es «una tarea difícil, de hecho imposible» según el budólogo David Snellgrove. Algunos de los textos más antiguos, los kriya tantras como el Mañjuśrī-mūla-kalpa (siglo VI), se centran en el uso de mantras y dharanis para fines mundanos que incluyen curar enfermedades, controlar el clima y generar riqueza.
El Tattvasaṃgraha tantra, clasificado como un «yoga-tantra», es uno de los primeros tantras budistas que se enfoca en la liberación en oposición a los objetivos mundanos y en el Vajrasekhara tantra se desarrolla el concepto de las cinco familias de Buda. Otros tantras tempranos incluyen el Mahavairocana tantra y Guhyasamāja tantra. El Guhyasamāja presenta nuevas formas de práctica ritual consideradas «mano izquierda» (vamachara) como el uso de sustancias tabú como el alcohol, la práctica de yoga sexual y prácticas que evocan deidades iracundas y campos crematorios. De hecho, Ryujun Tajima divide los tantras en aquellos que fueron «un desarrollo del pensamiento mahayanista» y aquellos «formados en un molde popular hacia el final del siglo VIII y declinando en el esoterismo de la izquierda», principalmente, los yogini tantras y trabajos posteriores asociados con los yoguis errantes antinomianos. Posteriormente, los budistas monásticos de Vajrayana reinterpretaron e internalizaron estas prácticas transgresoras y tabú como metáforas y ejercicios de visualización.
Los tantras posteriores, como el Hevajra tantra y el Chakrasamvara tantra, se clasifican como «yogini tantras» y representan la forma final del desarrollo de los tantras budistas indios en los siglos IX y X. El Kalachakra tantra se desarrolló en el siglo X. Está más alejado de las tradiciones budistas anteriores, e incorpora conceptos de mesianismo y astrología que no están presentes en ninguna otra parte de la literatura budista.
Según Ronald M. Davidson, el surgimiento del budismo tántrico fue una respuesta a la estructura feudal de la sociedad india en el período medieval temprano (alrededor de 500-1200) que vio a los reyes divinizarse como manifestaciones de los dioses. Del mismo modo, los yoguis tántricos reconfiguraron su práctica a través de la metáfora de ser consagrado (abhiśeka) como el señor supremo (rājādhirāja) de un palacio mandala de vasallos divinos, una metáfora imperial que simboliza fortalezas reales y su poder político.

### Influencia del Shivaísmo
Varias clases de literatura Vajrayana se desarrollaron como resultado de las cortes reales que patrocinan el budismo y el shivaísmo. De acuerdo con Alexis Sanderson, los yogini-tantras extraen extensamente de los tantras de Bhairava clasificados como Vidyapitha. Una comparación de ellos muestra similitud en "procedimientos rituales, estilo de observancia, deidades, mantras, mandalas, vestimenta ritual, atavíos de Kapalika, terminología especializada, gestos secretos y jergas secretas. Incluso hay un préstamo directo de pasajes de textos de Shiva". Sanderson también nota que el Mañjusrimulakalpa, que más tarde se clasificó bajo kriya tantra, establece que los mantras enseñados en los tantras de Shiva, Garuda y Vishnu serán efectivos si los aplican los budistas ya que todos fueron enseñados originalmente por el bodhisattva Manjushri.
Mientras tanto, Ronald M. Davidson argumenta que las afirmaciones de Sanderson sobre la influencia directa de los textos Shivaísta Vidyapitha son problemáticas porque «la cronología de los tantras Vidyapitha no está tan bien establecida» y que «la evidencia disponible sugiere que los tantras shaíva recibidos evidentemente surgen en los siglos IX y X con su afirmación por eruditos como Abhinavagupta (c. 1000)». Davidson también observa que la lista de pithas o lugares sagrados «ciertamente no son particularmente budistas, ni son lugares únicos de los shivaístas, a pesar de su presencia en las listas empleadas por ambas tradiciones». Davidson añade que, al igual que los budistas, la tradición shivaísta también participó en la apropiación de deidades, textos y tradiciones hindúes y no hindúes. Davidson agrega que budistas y kapalikas, así como otros ascetas (posiblemente pasupatas) se mezclaron y discutieron sus caminos en varios lugares de peregrinación y que hubo conversiones entre los diferentes grupos. Davidson también defiende la influencia de las religiones tribales no brahmánicas y sus deidades femeninas (como Parnasabari y Janguli).

## Filosofía

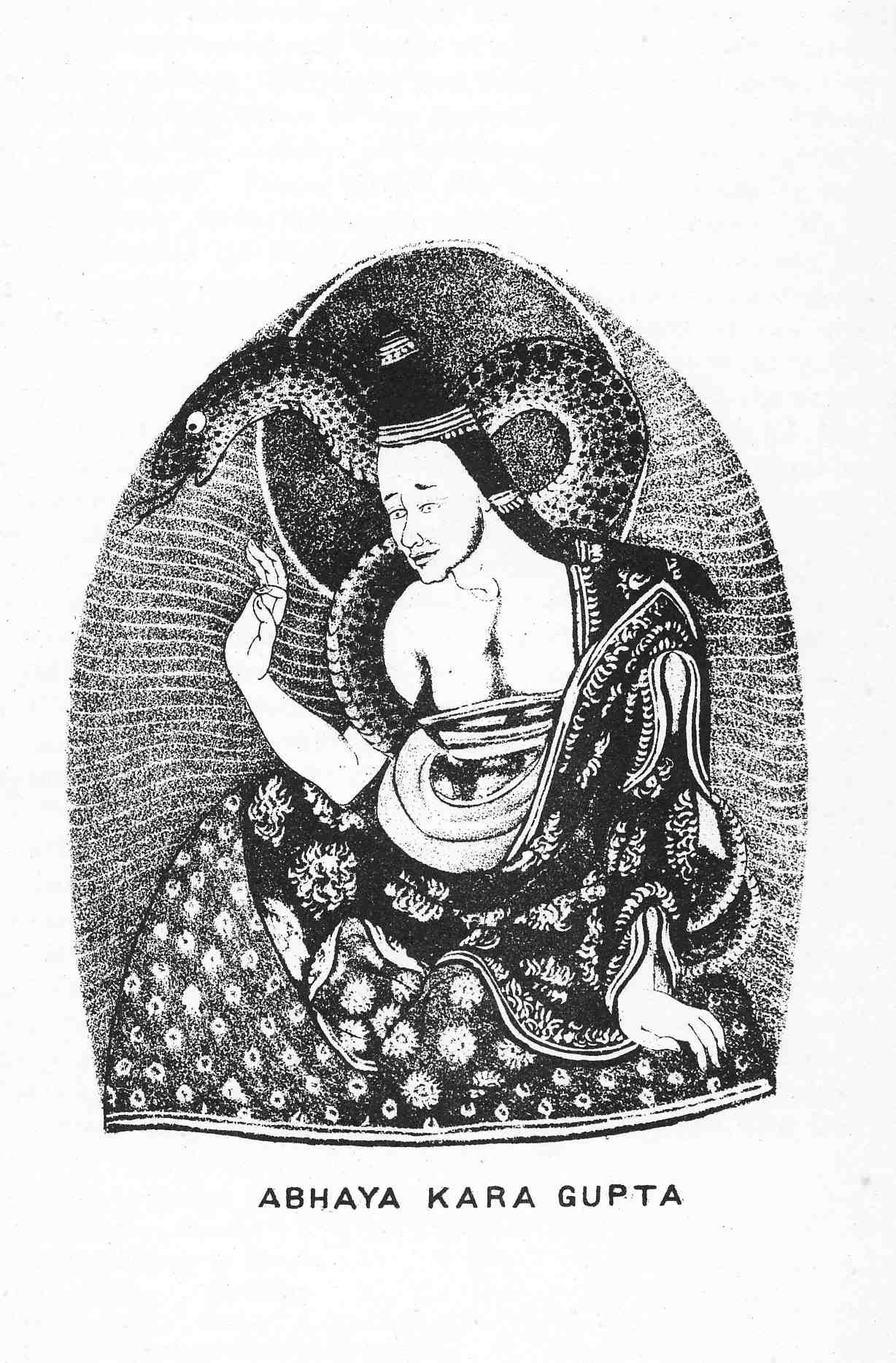
Abhayākaragupta (c.), un maestro tántrico (vajracarya) y filósofo de Tantra. Su magnum opus, el Vajravali, es una "gran síntesis de la liturgia tántrica" que desarrolló un sistema ritual tántrico armonizado que podría aplicarse a todos los mandalas budistas tántricos.

Según los budólogos Louis de La Vallée-Poussin y Alex Wayman, la visión del Vajrayana se basa en la filosofía budista Mahayana, principalmente en las escuelas Madhyamaka y Yogacara. La principal diferencia vista por los pensadores de Vajrayana es la superioridad del Tantra debido a que es más rápido para la liberación porque contiene muchos métodos hábiles (upaya).
La importancia de la teoría de la vacuidad (shunyata) es fundamental para la visión y la práctica tántrica. Esta teoría budista ve el mundo como algo fluido, sin base ontológica o existencia inherente, y en última instancia una estructura de construcciones. Debido a esto, la práctica tántrica, como la auto-visualización como deidad, se considera no menos real que la realidad cotidiana, y es un proceso de transformación de la realidad misma, que incluye la identidad del practicante como la deidad. Como nota Stephan Beyer, «en un universo donde todos los eventos se disuelven ontológicamente en la vacuidad, el contacto ritual a la vacuidad es la recreación del mundo en realidad».
La doctrina de la naturaleza búdica, como se delinea en el Ratnagotravibhāga de Asanga, también fue una teoría importante que se convirtió en la base de las visiones tántricas. Tal como lo explica el comentarista tántrico Lilavajra, este «secreto intrínseco atrás de las manifestaciones diversas» es el máximo secreto y objetivo del Tantra. Según Alex Wayman, este «embrión de Buda» (tathāgatagarbha) es una «sabiduría no dual de origen propio, una fuente de buenas cualidades sin esfuerzo» que reside en la corriente mental, pero que está «oscurecida por el pensamiento discursivo».

Otra teoría fundamental de la práctica tántrica es la de la transformación. Los factores mentales negativos como el deseo, el odio, la codicia, el orgullo no se rechazan, sino que se utilizan como parte del camino espiritual. Como señaló la indóloga francesa Madeleine Biardeau, la doctrina tántrica es «un intento de colocar el kama, el deseo, en todo el sentido de la palabra, al servicio de la liberación». Esta visión se resume en la siguiente cita del Hevajra tantra:
Esas cosas por las cuales los hombres malvados están atados, otros se convierten en medios y ganan por lo tanto la liberación de los lazos de la existencia. Por la pasión, el mundo está atado, por la pasión también se libera, pero por los budistas herejes esta práctica de inversiones no se conoce.
El Hevajra declara además que «al conocer la naturaleza del veneno se puede disipar el veneno con veneno». Como señala Snellgrove, esta idea ya está presente en el Mahayana-sutra-alamkara-karika de Asanga y, por lo tanto, es posible que él conocía técnicas similares, como el yoga sexual. Éste es el camino seguido por el budismo tántrico o Vajrayāna, que transmuta los venenos en amrita, el jugo de la vida, el néctar de nuestra auténtica naturaleza. Es evidente que, para poder asimilar realmente el veneno y llevar a cabo esta clase de transmutación, se precisa mucho entrenamiento y preparación. Esta es, precisamente, la función de la meditación. Según el Vajrayana, cuando aprendemos a abrirnos a los venenos de nuestra mente y reconocemos que todos ellos son fijaciones que emergen de la desconexión con nuestra auténtica naturaleza, comenzamos a sustraernos a su poder. Este tercer camino es el único que nos permite acceder a la energía vital contenida en los venenos, una energía que puede ayudarnos a mantener nuestra conexión con la tierra, nuestra pasión y nuestra vida cotidiana. Para el Vajrayāna, en la medida en que dejamos de vernos obligados a rechazar nuestras tendencias neuróticas, aumenta también nuestra compasión y comprensión hacia los demás, lo cual nos permite trabajar más directa y hábilmente con ellos.
Según el tantra budista, no existe una separación estricta de lo profano o samsara y lo sagrado o el nirvana, sino que existen en un continuo. Se considera que todos los individuos contienen la semilla de la iluminación que está cubierta por las impurezas. Douglas Duckworth señala que Vajrayana ve la Budeidad no como algo externo o un evento en el futuro, sino como presente inmanente.
Los filósofos budistas tántricos indios como Buddhaguhya, Vimalamitra, Ratnākaraśānti y Abhayakaragupta continuaron la tradición de la filosofía budista y la adaptaron a sus comentarios sobre los principales Tantras. El Vajravalimandopayika de Abhayakaragupta es una fuente clave en la teoría y la práctica de los rituales tántricos. Después de que los monjes como Vajrabodhi y Śubhakarasiṃha trajeran Tantra a China (716 a 720), la filosofía tántrica continuó desarrollándose en chino y japonés por pensadores como Yi Xing y Kūkai.
El estado de la visión tántrica continuó siendo debatido en el Tíbet medieval. Por ejemplo, el pensador Nyingma Rongzom Chokyi Zangpo (1012-1088) sostuvo que las opiniones del sutra como Madhyamaka eran inferiores a las del tantra. Tsongkhapa (1357-1419), fundador de la escuela Gelug, por otro lado sostuvo que no hay diferencia entre la visión filosófica de Vajrayana y otras formas de Mahayana en términos de prajñaparamita (perfección de la sabiduría), solo que Vajrayana es un método que funciona más rápido.

## Relación con la tradición budista
El budismo tántrico usa diferentes clasificaciones para distinguirse de otras formas de budismo. Vajrayana es comúnmente visto como un tercer yana (vehículo), al lado de Hinayana y Mahayana. Vajrayana también se puede distinguir del Sutrayana. Sutrayana es el método de perfeccionamiento de las buenas cualidades, donde el Vajrayana es el método para tomar el resultado deseado de la Budeidad como el camino. Vajrayana, que pertenece al Mantrayana, también se puede distinguir del paramitayana. Según este esquema, el Mahayana reveló dos vehículos (yana) o métodos para alcanzar la iluminación: el método de las perfecciones (Paramita) y el método del mantra. El Paramitayana consiste en seis o diez paramitas, de las cuales las escrituras budistas dicen que se necesitan tres eones incalculables para llevarlo a la Budeidad. La literatura tantra, sin embargo, afirma que el Mantrayana lo lleva a uno a la Budeidad en una sola vida. Según la literatura, el mantra es un camino fácil sin las dificultades innatas al Paramitayana. El Mantrayana a veces se describe como un método para los de habilidades inferiores. Sin embargo, el practicante del mantra todavía tiene que adherirse a los votos del Bodhisattva.

## Características únicas

### Meta
El objetivo de la práctica espiritual dentro de las tradiciones Mahayana y Vajrayana es convertirse en un Sammāsambuddha (un Buda completamente despierto), los que están en este camino se denominan Bodhisattvas. Al igual que con el Mahayana, la motivación es un componente vital de la práctica Vajrayana. El camino del Bodhisattva es una parte integral del Vajrayana, que enseña que todas las prácticas deben llevarse a cabo con la motivación de lograr la Budeidad para el beneficio de todos los seres. Esta intención se llama bodhicitta.
En la práctica de Sutrayana, se toma el «camino de la causa», mediante el cual un practicante comienza con su potencial de despertar o naturaleza búdica y lo nutre para producir el fruto de la Budeidad. En el Vajrayana se toma el «camino del fruto» por el cual el practicante toma su naturaleza innata búdica como el medio de práctica. La premisa es que, dado que poseemos una mente iluminada de manera innata, practicar viendo el mundo en términos de la verdad última puede ayudarnos a alcanzar nuestra plena naturaleza búdica.

### Transmisión esotérica

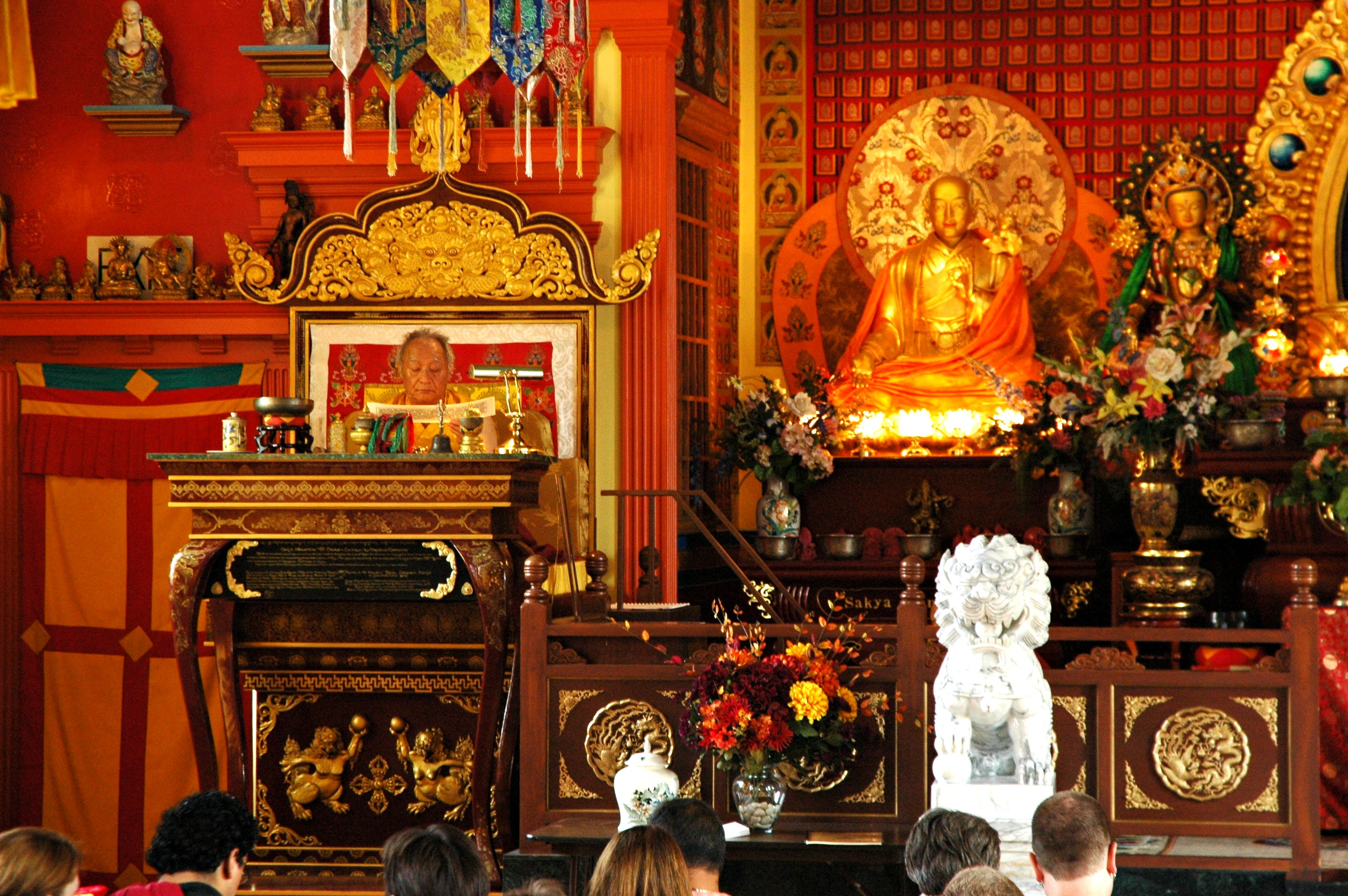
Empoderamiento tántrico (iniciación, Tib. wang) de Chenrezig, Su Santidad Jigdal Dagchen Sakya lee el texto a sus alumnos, Monasterio Sakya, Seattle, Washington, EE. UU.

Vajrayana es esotérico en el sentido de que la transmisión de ciertas enseñanzas solo ocurre directamente de maestro a alumno, durante un empoderamiento (abhiṣeka) y su práctica requiere iniciación en un espacio ritual que contiene el mandala de la deidad. También se dice que muchas técnicas son secretas, pero algunos maestros de Vajrayana han respondido que el secreto en sí mismo no es importante y solo un efecto colateral de la realidad de que las técnicas no tienen validez fuera de la relación de maestro con alumno. Para participar en la práctica de Vajrayana, un estudiante debería haber recibido tal iniciación o permiso.
El secreto de las enseñanzas a menudo se protegía mediante el uso de un lenguaje alusivo, indirecto, simbólico y metafórico (llamado «lenguaje crepuscular») que requería interpretación y guía de un maestro. Las enseñanzas también se pueden considerar «secretas en sí mismas», lo que significa que incluso si se las dijera directamente a una persona, esa persona no necesariamente entendería las enseñanzas sin el contexto adecuado. De esta manera, las enseñanzas son «secretas» para las mentes de aquellos que no siguen el camino con más que un simple sentido de curiosidad.
Debido a su papel en dar acceso a las prácticas y guiar al estudiante a través de ellas, el papel del Gurú, Lama o Vajracharya es indispensable en Vajrayana.

### Afirmación de lo femenino, antinómico y tabú

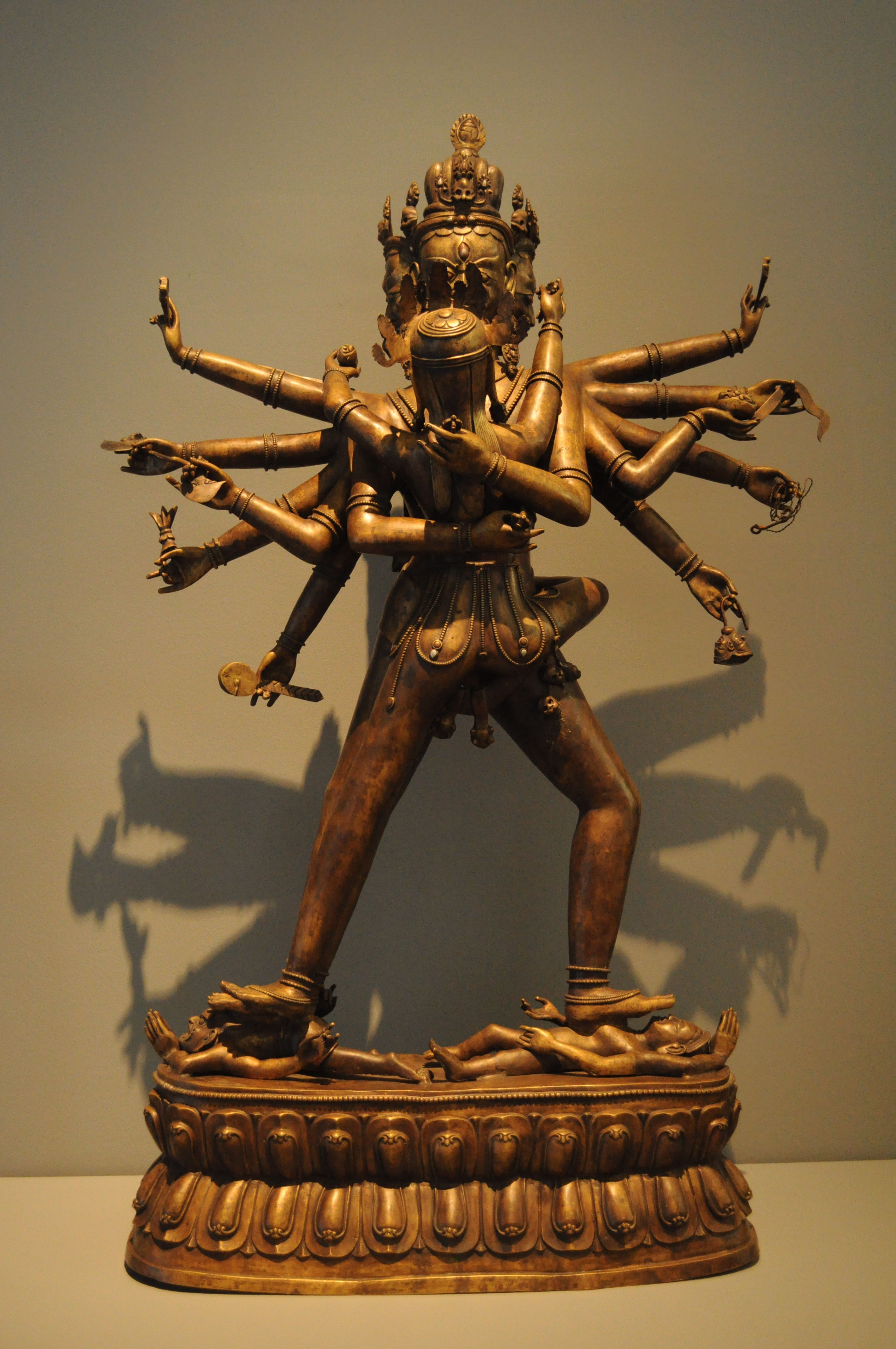
Estatua tibetana de Chakrasamvara en unión con su consorte Vajravārāhī.

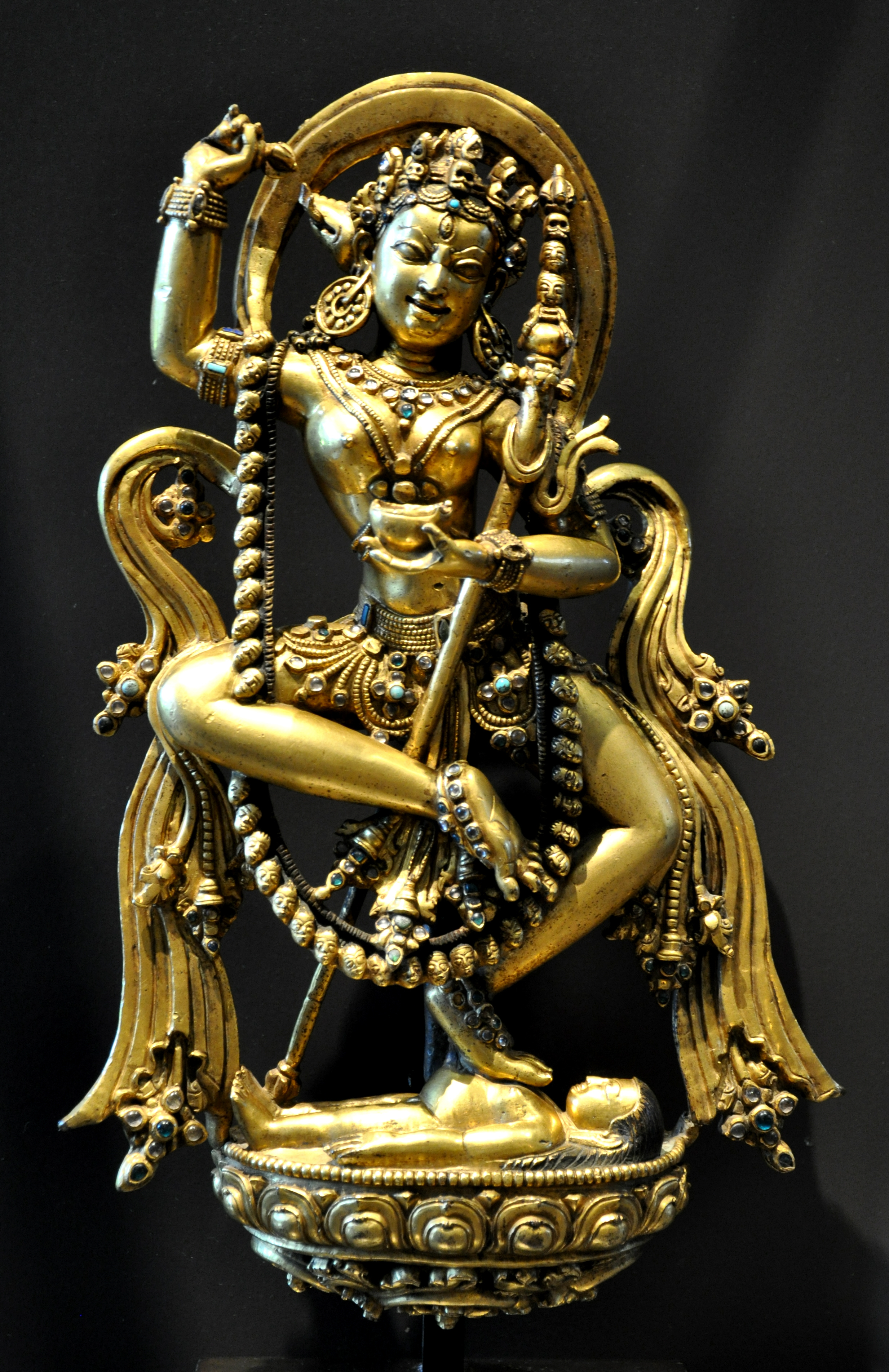
Dakini Vasya-Vajravarahi, Tíbet; Museo Rietberg, Zürich.

Algunos rituales de Vajrayana incluyen el uso de ciertas sustancias tabú como ofrendas rituales y sacramentos. Estas incluyen la sangre, el semen, el alcohol y la orina, aunque a menudo se reemplazan por sustancias menos tabú en su lugar, como el yogur. Las fiestas tántricas y las iniciaciones históricamente a veces empleaban sustancias como la carne humana, tal como lo señala el Yogaratnamala de Kahha. El uso de estas sustancias está relacionado con la naturaleza no dual (advaya) de la Budeidad. Como el estado último es, en cierto sentido, no dual, un practicante o tantrika puede acercarse a ese estado «trascendiendo el apego a categorías duales como lo puro e impuro, permitido y prohibido». Como dice el Guhyasamaja tantra, «el hombre sabio que no discrimina logra la “budeidad”».
Los rituales de Vajrayana también pueden incluir el yoga sexual, la unión con un consorte físico como parte de las prácticas avanzadas. Algunos tantras van más allá, el Hevajra tantra dice: «Debes matar a los seres vivos, decir palabras mentirosas, tomar lo que no se da, consagrarte con las mujeres de otros». Si bien algunas de estas declaraciones fueron tomadas literalmente como parte de la práctica ritual, otras, como matar, se interpretaron en un sentido metafórico. En el Hevajra, «matar» se define como el desarrollo de la concentración al matar el aliento de vida de los pensamientos discursivos. Asimismo, aunque se practica la unión sexual con un consorte físico, también es común usar un consorte mental visualizado.

Alex Wayman señala que el significado simbólico de la sexualidad tántrica está en última instancia enraizado en el bodhicitta y la búsqueda del bodhisattva por la iluminación se compara con un amante que busca la unión con la mente del Buda. Judith Simmer-Brown señala la importancia de la experiencias psicofísicas que surgen en el yoga sexual, denominado «gran dicha» (mahasukha): «La dicha derrite la mente conceptual, aumenta la conciencia sensorial y abre al practicante a la experiencia desnuda de la naturaleza de la mente». Esta experiencia tántrica no es la misma como la pasión sexual gratificante común, ya que se basa en métodos meditativos tántricos que utilizan el cuerpo sutil y las visualizaciones, así como la motivación para la iluminación (bodhicitta). Como dice el tantra de Hevajra:
«Esta práctica [de unión sexual con un consorte] no se enseña por el placer, sino por el análisis del propio pensamiento, ya sea que la mente esté firme o agitada».
Deidades y fuerzas femeninas también son más prominentes en Vajrayana. En los yogini tantras en particular, las mujeres y las figuras femeninas se les da un alto estatus como la encarnación de deidades femeninas como Vajrayoguini, una yogui desnuda y salvaje. Por ejemplo, el Candamaharosana Tantra dice:
Las mujeres son el cielo, las mujeres son la enseñanza (dharma)
Las mujeres son la mayor austeridad (tapas)
Las mujeres son el Buda, las mujeres son el Sangha
Las mujeres son la perfección de la sabiduría.
- Candamaharosana Tantra viii: 29-3052
En India, existe evidencia que muestra que las mujeres participaron en la práctica tántrica junto a los hombres y que también fueron maestras, adeptas y autoras de textos tántricos.

### Votos y comportamiento
Los practicantes del Vajrayana necesitan cumplir con varios votos tántricos llamado «samaya» de comportamiento. Estas son extensiones de las reglas de los votos de Prātimokṣa y Bodhisattva para los niveles inferiores del tantra, y se toman durante las iniciaciones para el empoderamiento de un Anuttarayoga tantra en particular. Los votos tántricos especiales varían según la práctica de mandala específica para la que se recibe la iniciación, y también según el nivel de iniciación. Ngagpas de la escuela Nyingma mantienen una ordenación especial no célibe.

Se espera que un gurú tántrico o maestro mantenga sus votos de samaya de la misma manera que sus alumnos. La conducta apropiada se considera especialmente necesaria para un gurú de Vajrayana calificado. Por ejemplo, el Ornamento para la Esencia de Manjushrikirti dice:
Distanciate de los Maestros de Vajra que no cumplen los tres votos
que continúan con la caída de la raíz, que son mezquinos con el Dharma, 
y que participan en acciones que deben abandonarse. 
Aquellos que los adoran van al infierno y así sucesivamente.

## Técnicas del Budismo tántrico

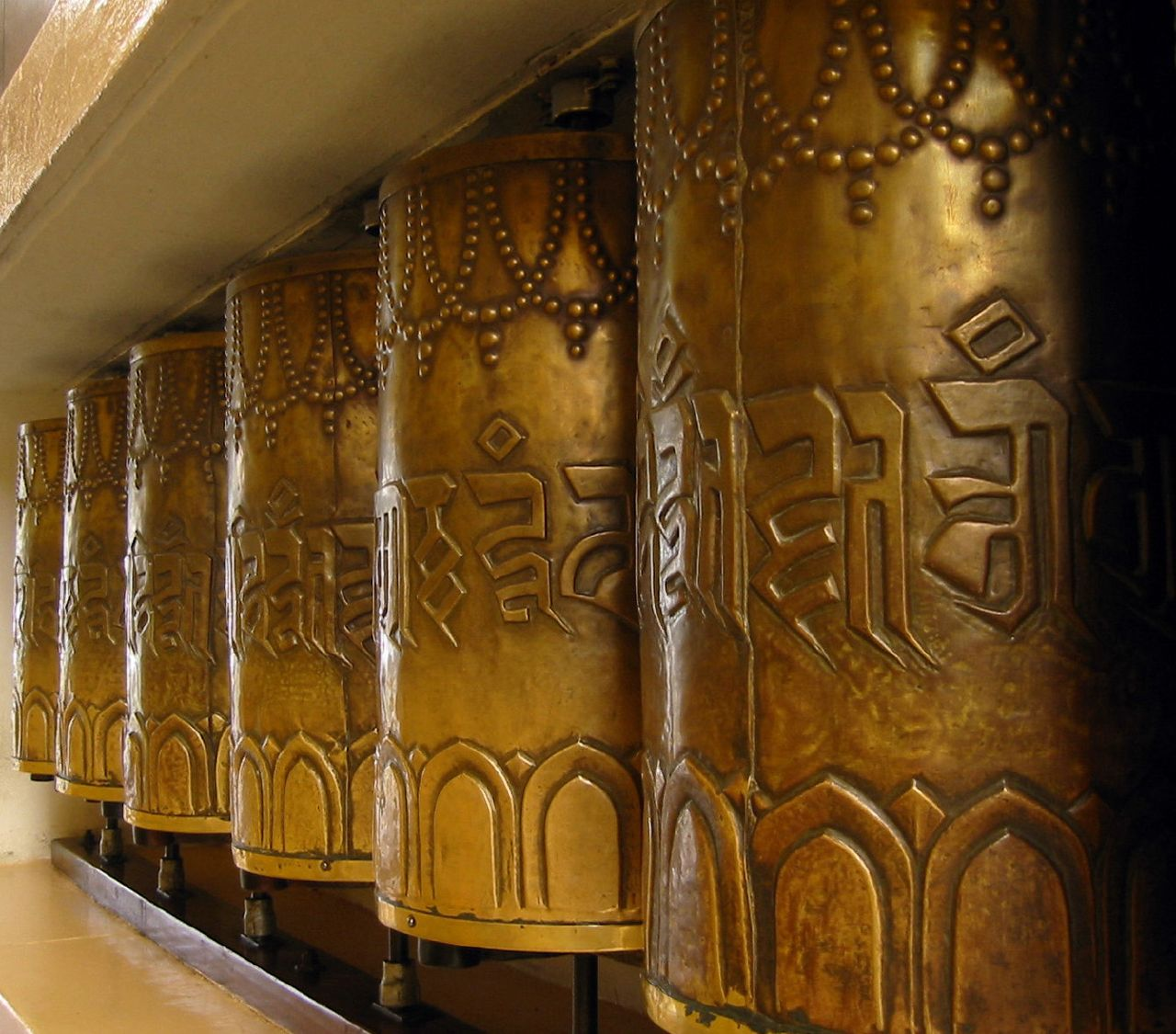
Ruedas de oración con el mantra "om mani padme hum"

Mientras que Vajrayana incluye todas las prácticas tradicionales usadas en el budismo Mahayana como la meditación samatha y vipassana y las paramitas, también incluye una serie de prácticas únicas o «medios hábiles» (sánscrito: upaya) que se consideran más avanzados y efectivos. Vajrayana es un sistema de linajes, por el cual aquellos que reciben con éxito un empoderamiento o iniciación comparten la corriente mental de realización de un medio hábil particular del maestro. Vajrayana enseña que las técnicas tántricas proporcionan un camino acelerado hacia la iluminación, que es más rápido que otros.
Una característica central de la práctica tántrica es el uso de mantras, sílabas, palabras o una colección de sílabas que se entiende que tienen poderes especiales y, por lo tanto, es un «enunciado performativo» utilizado para una variedad de fines rituales. En la meditación tántrica, las sílabas semilla se usan durante la evocación ritual de las deidades que se dice que surgen de las sílabas emitidas y visualizadas. Una vez establecida la deidad, los mantras se visualizan como parte de la contemplación en diferentes puntos del cuerpo de la deidad.

Según Alex Wayman, el esoterismo budista se centra en lo que se conoce como «los tres misterios» o «secretos»: el adepto tántrico afilia su cuerpo, habla y mente con el cuerpo, el habla y la mente del Buda a través de mudra, mantras y samadhi respectivamente. Padmavajra (siglo VII) explica en su Comentario Tantrarthavatara, que el Cuerpo secreto, el Habla y la Mente de los Tathagatas son:
Secreto del cuerpo: cualquier forma que sea necesaria para domesticar a los seres vivos.
Secreto del habla: Habla exactamente apropiada para el linaje de la criatura, como en el lenguaje de los yaksas, etc.
Secreto de la mente: conocer todas las cosas como realmente son.

### Yoga de deidades

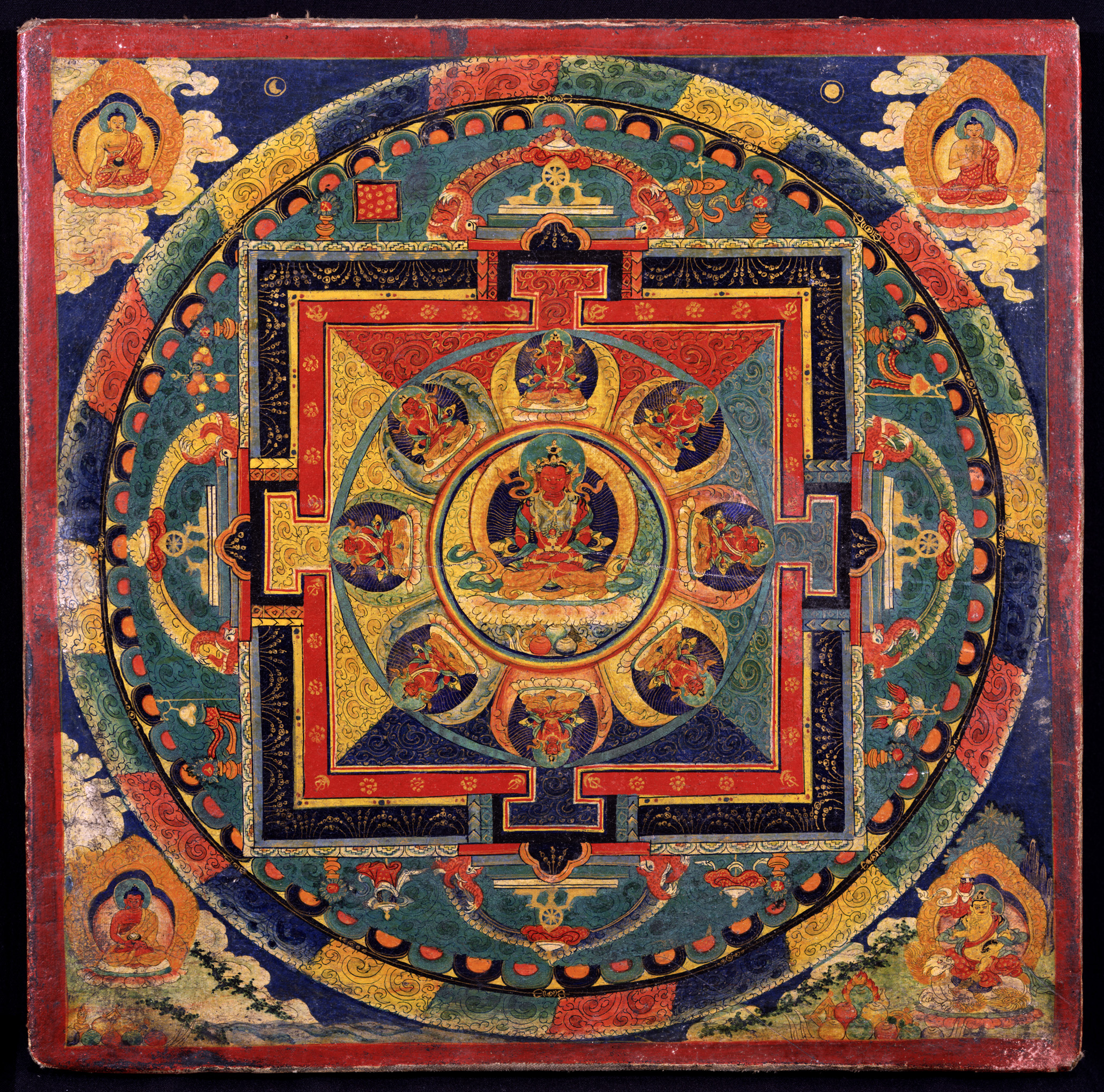
Amitayus Mandala

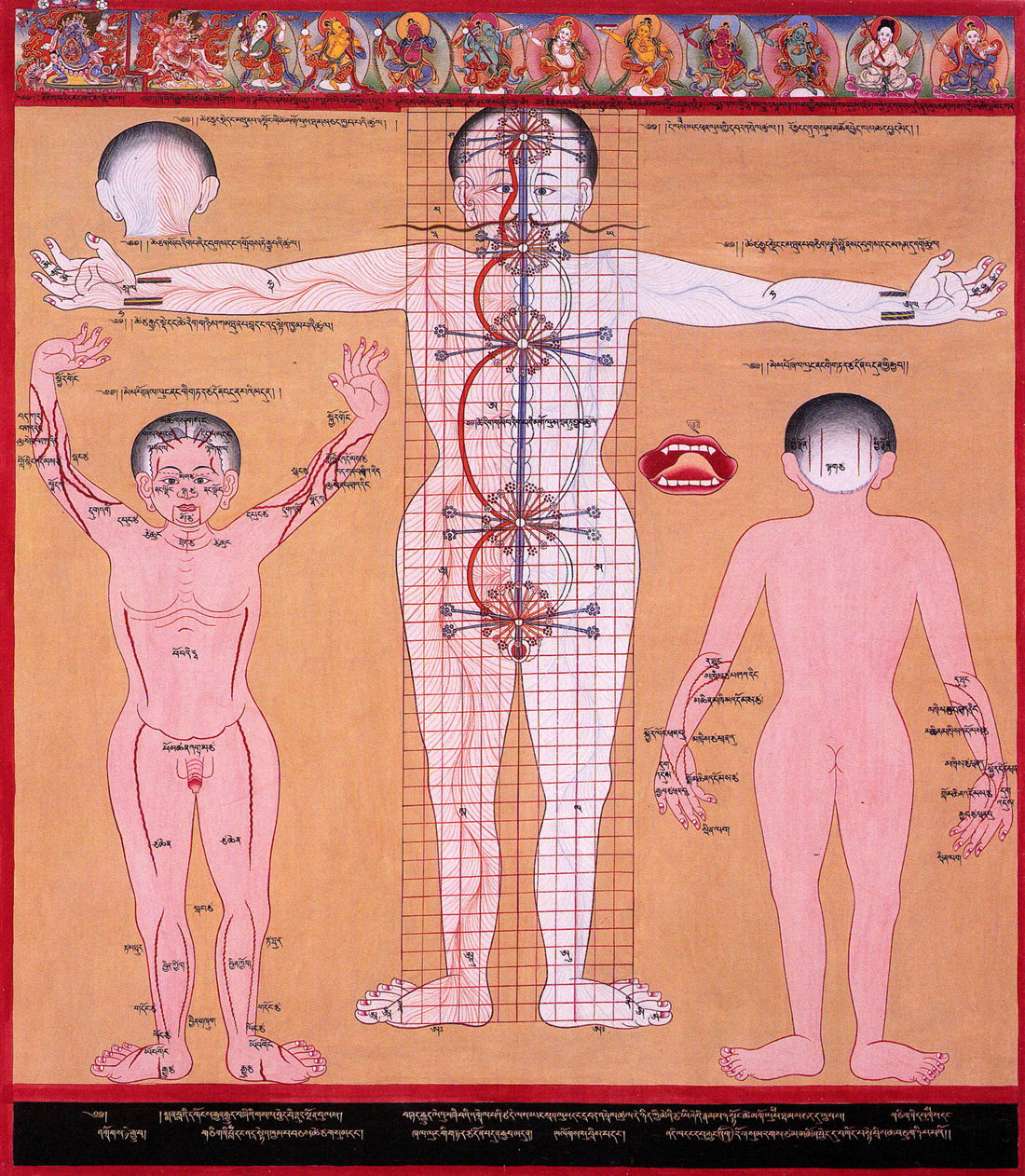
Una ilustración tibetana del cuerpo sutil que muestra el canal central y dos canales laterales, así como cinco chakras.

La práctica fundamental y definitoria del Tantra budista es el «yoga de deidad» (devatayoga), la meditación en un yidam o «deidad personal», que implica la recitación de mantras, oraciones y visualización de la deidad junto con el mandala asociado a la deidad, que puede incluir sus consortes y asistentes. Según Tsongkhapa, el yoga de deidad es lo que separa al tantra de la práctica sutrayana.
Un elemento clave de esta práctica implica la disolución del mundo profano y la identificación con una realidad sagrada. Debido a que Tantra utiliza una «similitud» del estado resultante de la Budeidad como el camino, se lo conoce como el vehículo del resultado (phalayana) que «trae el efecto al camino».

En los Tantras de Yoga Superior (anuttarayoga) y los Tantras Internos, esto generalmente se realiza en dos etapas, la etapa de generación (utpattikrama) y la etapa de consumación (nispannakrama). En la etapa de generación, uno se disuelve en la vacuidad y medita en el yidam, lo que resulta en la identificación con este yidam. En la etapa de consumación, la visualización e identificación con el yidam se disuelve en la realización de la vacuidad luminosa. El maestro tántrico indio Ratnakarasanti describe la práctica de cultivo en la etapa de generación así:
Toda apariencia fenoménica que ha surgido como mente, esta misma mente se entiende que es producida por un error (bhrāntyā), es decir, la apariencia de un objeto donde no hay ningún objeto que pueda captarse; al asegurar que esto es como un sueño, para abandonar este error, todas las apariencias de objetos que son azules y amarillos y demás son abandonados o destruidos (parihṛ-); entonces, la apariencia del mundo (viśvapratibhāsa) que se determina que es uno mismo (ātmaniścitta) se ve como el cielo inmaculado en un mediodía otoñal: una luminosidad interminable sin apariencia.
Esta disolución en la vacuidad es seguida por la visualización de la deidad y el resurgimiento del yogui como esa misma deidad. Durante el proceso de la visualización de la deidad, la deidad debe ser imaginada como no sólida o tangible, como «vacía pero aparente», con el carácter de un espejismo o un arcoíris. Esta visualización debe combinarse con el «orgullo divino», que es «el pensamiento de que uno es la deidad que se visualiza». El orgullo divino es diferente del orgullo común o la soberbia porque se basa en la compasión por los demás y en la comprensión de la vacuidad.
Algunas prácticas asociadas con la etapa de consumación hacen uso de un sistema energético de psicofisiología humana llamado el 'cuerpo innato' (nija-deha) o el 'cuerpo de medios infrecuentes' (asadhdrana-upayadeha). Este sistema energético está compuesto por lo que se denomina canales de energía (Tib. rtsa, Sct. nadis), vientos o corrientes (rlung, prana) y gotas o partículas cargadas (thig le). Estas energías sutiles del cuerpo se ven como «monturas» para la conciencia, es decir el componente físico de la conciencia. Se dice que convergen en ciertos puntos a lo largo de la columna vertebral llamados chakras. Algunas prácticas que hacen uso de este sistema incluyen Trul khor y Tumo.

### Otras prácticas
Otra forma de práctica de Vajrayana son ciertas técnicas de meditación asociadas con los sistemas llamado Mahamudra y Dzogchen, a menudo denominadas «prácticas sin forma». Estas técnicas no se basan en la visualización del yidam, sino en las instrucciones directas de un maestro y se consideran las meditaciones más avanzadas del budismo tibetano. En el budismo tibetano, las prácticas avanzadas como el yoga de la deidad y las prácticas sin forma generalmente van precedidas o acompañadas de «prácticas preliminares» llamadas ngondro que incluyen postraciones y recitaciones del mantra de 100 sílabas.
Otra característica distintiva del budismo tántrico son sus rituales únicos, que se utilizan como sustituto o alternativa para las meditaciones abstractas anteriores. Incluyen rituales de muerte (ver phowa), fiestas tántricas (sánscrito: ganachakra, Tib. tsok) y rituales de fuego (Homa).
Otras prácticas únicas en el budismo tántrico incluyen el yoga del sueño, el yoga del estado intermedio (al morir) o Bardo y el ritual de Chö, en el que el yogui ofrece ceremoniosamente su cuerpo para ser devorado por deidades feroces tántricas.

## Símbolos e imágenes

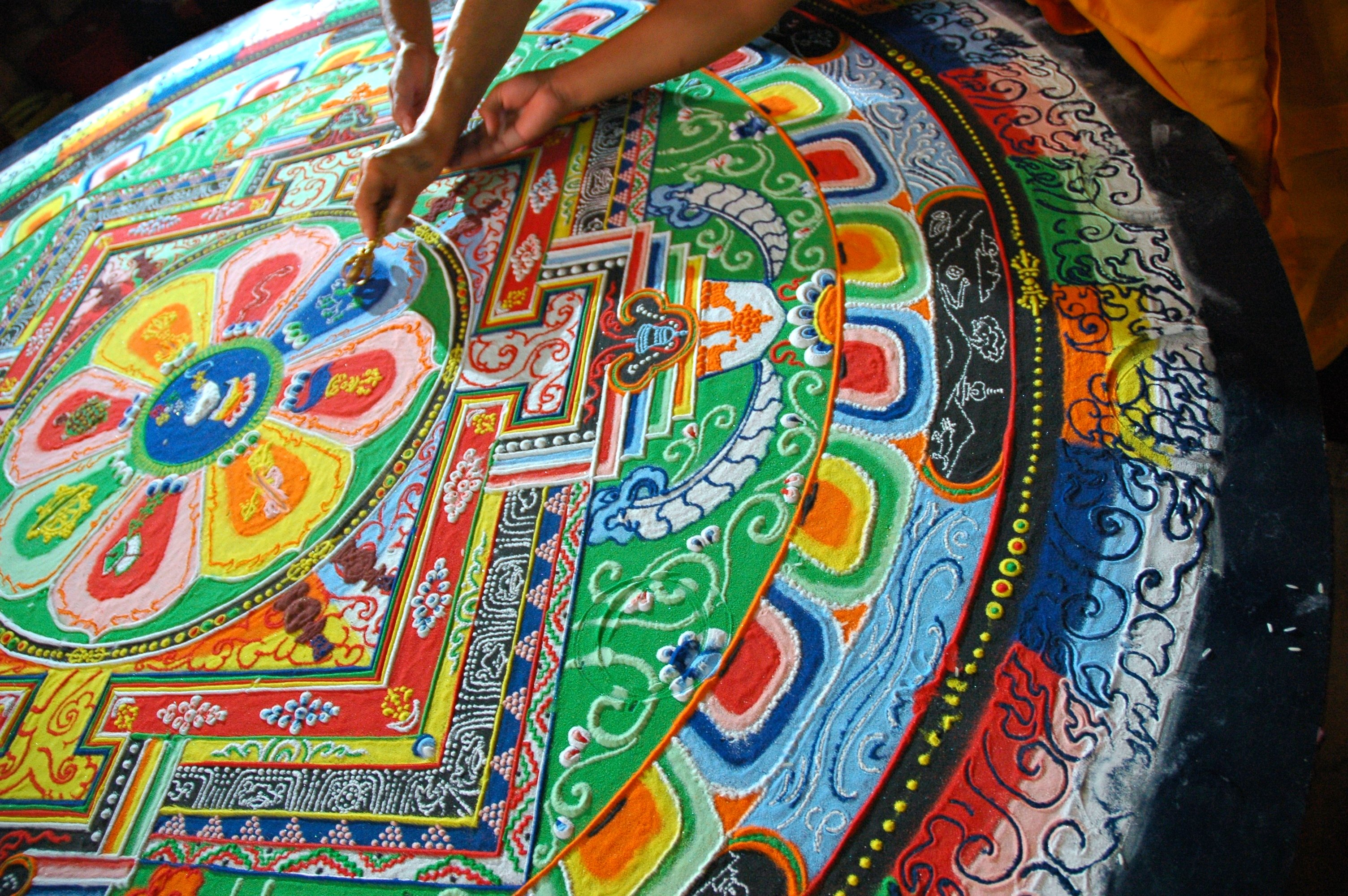
La mano de Dagchen Rinpoche sostiene un vajra que dibuja líneas que cierran el Mandala de Hevajra, después de un empoderamiento, Katmandú, Nepal.

El Vajrayana usa una variedad de símbolos, términos e imágenes que tienen múltiples significados según un complejo sistema de pensamiento analógico. En Vajrayana, los símbolos y los términos son multivalentes, reflejando el microcosmos y el macrocosmos como en la frase «Como es Adentro es Afuera» (yatha bahyam tatha 'dhyatmam iti) del Nispannayogavali de Abhayakaragupta.

### El Vajra
El término sánscrito «vajra» denotaba el rayo, un arma legendaria y atributo divino que estaba hecho de una sustancia adamantina o indestructible, y que, por lo tanto, podía perforar y penetrar cualquier obstáculo u ofuscación. Es el arma de elección de Indra, el rey védico de los devas. Como significado secundario, vajra simboliza la naturaleza última de las cosas que se describe en los tantras como translúcida, pura y radiante, pero también indestructible e indivisible. También es un símbolo del poder de los métodos tántricos para lograr sus objetivos.
Un vajra es también un objeto ritual parecido a un cetro (en tibetano, རྡོ་ རྗེ་ dorje), que tiene una esfera en su centro, y un número variable de radios, 3, 5 o 9 en cada extremo (dependiendo de la sadhana), envolviendo cualquier extremo de la varilla. El vajra a menudo se emplea tradicionalmente en rituales tántricos en combinación con la campana o ghanta; simbólicamente, el vajra puede representar tanto el método como la gran dicha y la campana representa la sabiduría, específicamente la sabiduría que realiza la vacuidad. Se dice que la unión de los dos conjuntos de radios en el centro de la rueda simboliza la unidad de la sabiduría (prajña) y la compasión (karuna), así como la unión sexual de las deidades masculinas y femeninas.

### Imágenes y ritual en la yoga de deidades

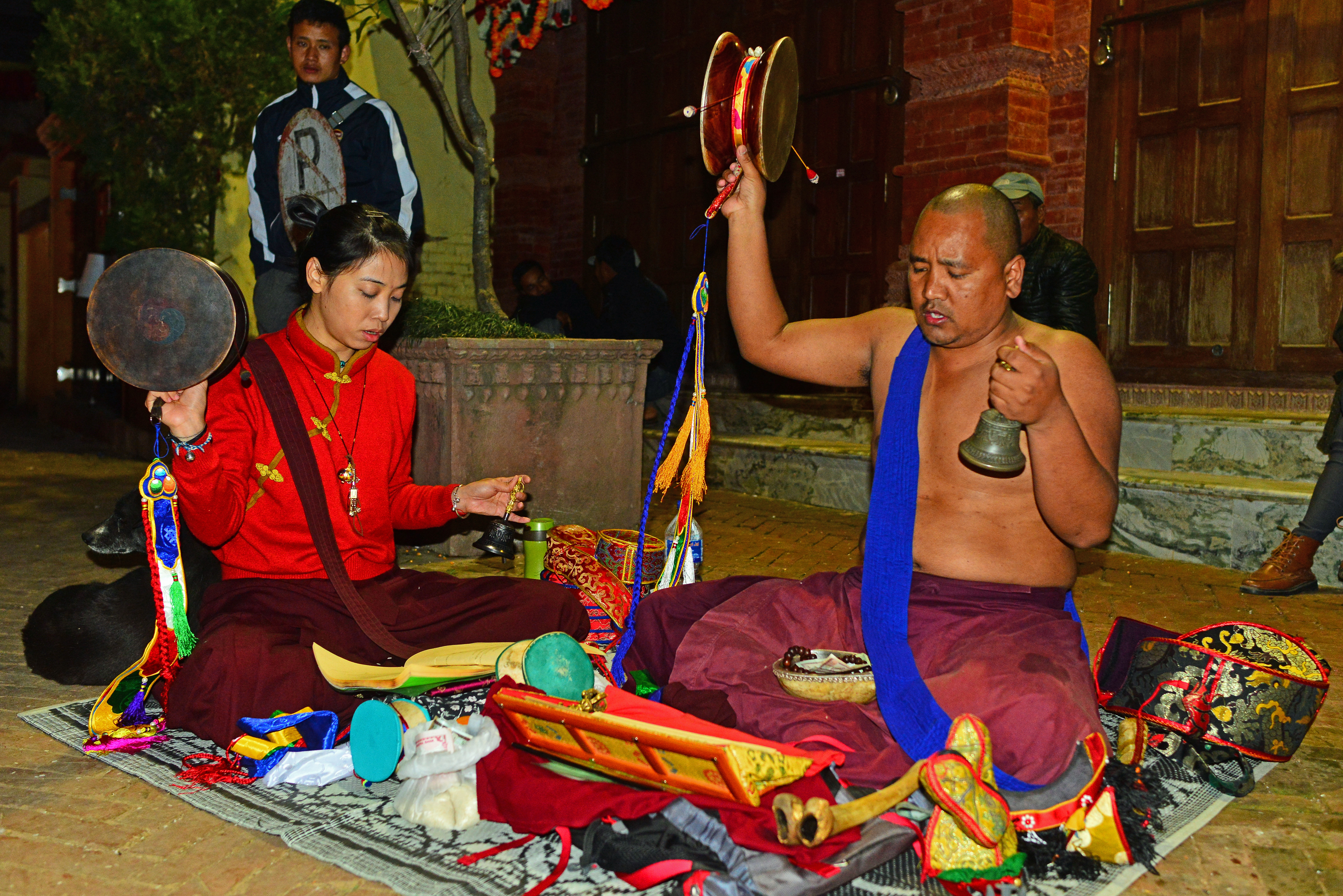
Tantrikas practicando un ritual de Chö (corte, ruptura), demostrando el uso del tambor (damaru) y la campana de mano (ghanta), así como el kangling (trompeta de fémur).

Las representaciones de la deidad, como las estatuas (murti), las pinturas (thangka) o el mandala, a menudo se emplean como una ayuda para la práctica de visualización. El uso de ayudas visuales, particularmente diagramas microcósmicos-macrocósmicos, conocidos como «mandalas», es otra característica única del Tantra budista. Los mandalas son representaciones simbólicas del espacio sagrado de los Budas y Bodhisattvas, así como del funcionamiento interno de la persona humana. El simbolismo macrocósmico del mandala entonces, también representa las fuerzas del cuerpo humano. El Vajramala un explicativo del Guhyasamaja tantra, establece: «El cuerpo se convierte en un palacio, la base sagrada de todos los Budas».
Los mandalas también son recintos sagrados, arquitectura sagrada que alberga y contiene la esencia incontenible de una deidad central o yidam y su séquito. En el libro “El mundo del budismo tibetano”, el Dalái lama describe los mandalas así: «Esta es la mansión celestial, la residencia pura de la deidad». Los Cinco Tathagatas o «Cinco Budas», junto con la figura del Adi-Buda, son fundamentales para muchos mandalas de Vajrayana, ya que representan las «cinco sabidurías», que son los cinco aspectos principales de la sabiduría primordial o de la naturaleza búdica.
Se puede considerar que todo ritual en la práctica de Vajrayana ayuda a este proceso de visualización e identificación. El practicante puede usar varios implementos de mano como vajra, campana, tambor de mano (damaru) o una daga ritual (phurba), pero también se pueden hacer gestos de mano rituales (mudras), se pueden usar técnicas especiales de canto, y en forma elaborada ofreciendo rituales o iniciaciones, se usan muchos más instrumentos y herramientas rituales, cada uno con un significado simbólico elaborado para crear un ambiente especial para la práctica. Por esta riqueza simbólica, el Vajrayana se ha convertido en una gran inspiración en el arte tradicional tibetano.

## Textos
La tradición Vajrayana ha desarrollado un cuerpo extendido de textos únicos. La mayoría de ellos ahora sobreviven en varios cánones, incluyendo el canon budista tibetano (en tibetano clásico), el canon budista chino (chino clásico) y el canon budista Newar (sánscrito). Los tantras budistas son los textos centrales del budismo Vajrayana y se clasifican de diversas maneras en las varias tradiciones. Otros géneros incluyen los comentarios a los tantras, canciones de realización (dohas), y manuales de rituales (mantrakalpas y sadhanas).
Los textos de Vajrayana exhiben una amplia gama de características literarias, generalmente una mezcla de verso y prosa, casi siempre en sánscrito que "transgrede frecuentemente contra las normas clásicas de gramática y uso", aunque también ocasionalmente en varios dialectos del Índico medio o elegante sánscrito clásico.
También hay una gran porción de literatura posterior de origen no indicó, especialmente en el canon tibetano de la escuela Nyingma, el Nyingma Gyubum, que incluye los tantras de Dzogchen. También hay otra colección de textos llamados termas, que son escrituras reveladas por místicos Tibetanos, recogidas en el Rinchen Terdzö.

## Escuelas de Budismo tántrico
Aunque hay evidencia histórica para el budismo Vajrayana en el sudeste asiático y en otros lugares, hoy el Vajrayana existe principalmente en la forma de las dos principales tradiciones del budismo tibetano y el budismo esotérico japonés conocido como Shingon (literalmente ‘palabra verdadera’, es decir, mantra), con algunas subescuelas menores que utilizan materiales esotéricos o tántricos (como Tendai).

### Budismo tibetano

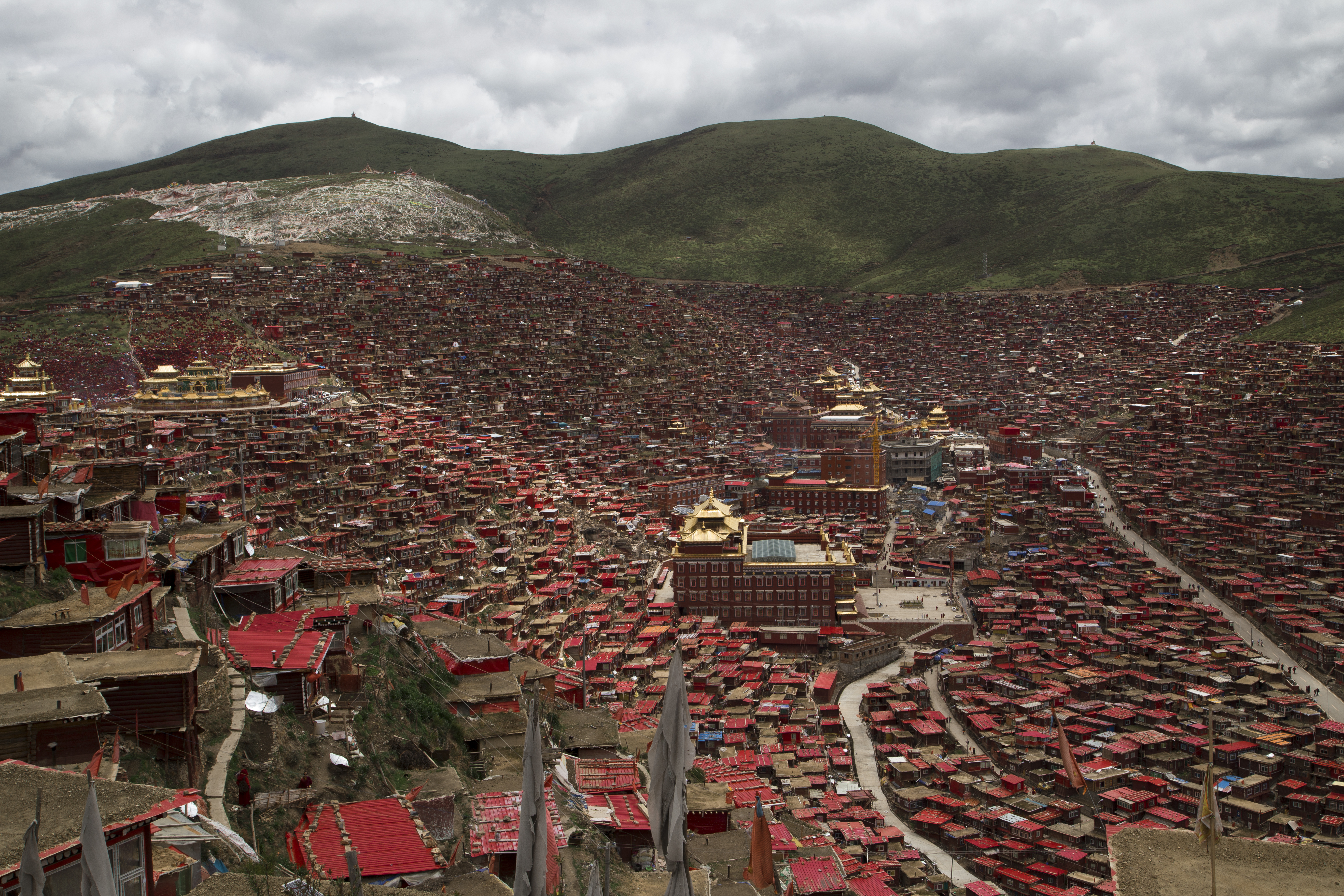
Academia budista Larung Gar, en el condado de Sêrtar, Garzê, Sichuan, China. Es la comunidad budista tibetana más grande del mundo.

El budismo tibetano se estableció en el Tíbet en el siglo VIII cuando Śāntarakṣita fue al Tíbet desde India por instigación del rey Trisong Detsen, antes de 767. El budismo tibetano refleja las etapas posteriores de los desarrollos budistas tántricos indios, incluidos los Yogini tantras, traducido al idioma tibetano. También incluye desarrollos tibetanos nativos, como el sistema tulku, nuevos textos de sadhana, obras escolásticas tibetanas, la literatura Dzogchen y Termas.
Las escuelas budistas tibetanas, basadas en los linajes y las tradiciones textuales de Kangyur y Tengyur de Tíbet, se encuentran en el Tíbet, Bután, norte de India, Nepal, sudoeste y norte de China, Mongolia y varias repúblicas constituyentes de Rusia adyacentes a la zona, como Amur, Buriatia, Chita, Tuvá y Jabárovsk. El budismo tibetano es también la religión principal en el sujeto federal de Rusia, Kalmykia.

### Budismo Newar nepalés
Budismo Newar es practicado por Newars en Nepal. Es la única forma del budismo Vajrayana en el que las escrituras están escritas en sánscrito y esta tradición ha conservado muchos textos Vajrayana en este idioma. Sus sacerdotes no siguen el celibato y se llaman vajracharya (‘portadores del vajra’).

### Budismo esotérico indonesio

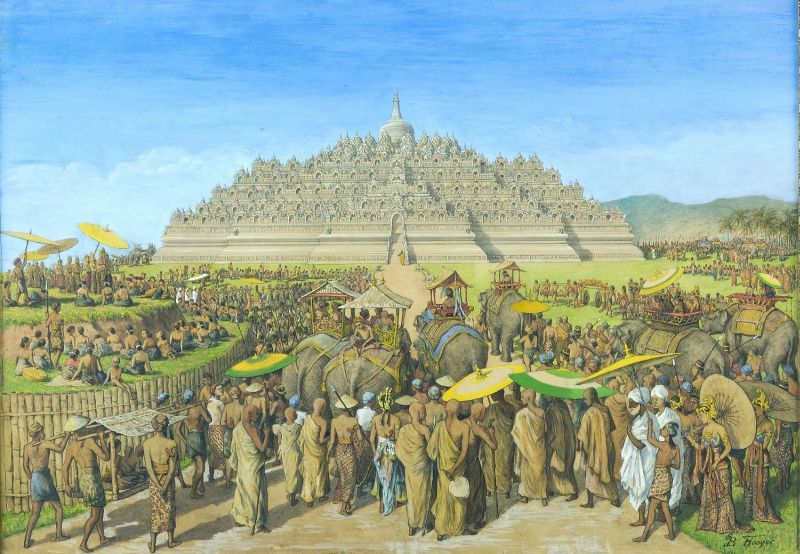
Una pintura de G.B. Hooijer (c.1916-1919) reconstruyendo la escena de Borobudur durante su apogeo.

El budismo esotérico indonesio se refiere a las tradiciones del budismo esotérico encontradas en las islas indonesias de Java y Sumatra antes del ascenso y el dominio del Islam en la región (siglos XIII-XVI). El imperio budista de Srivijaya (650-1377 CE) fue un importante centro de aprendizaje budista esotérico que atrajo a monjes chinos como Yi Ching y eruditos indios como Atiśa. El complejo del templo en Borobudur en el centro de Java, construido por la dinastía Sailendra, también refleja fuertes influencias tántricas o al menos prototántricas, particularmente del culto de Vairocana.
Recientes descubrimientos arqueológicos y escasas referencias en los registros históricos de otras naciones muestran que el Budismo Vajrayana de Srivijaya existió en Filipinas desde aproximadamente el siglo IX.

### Budismo esotérico chino

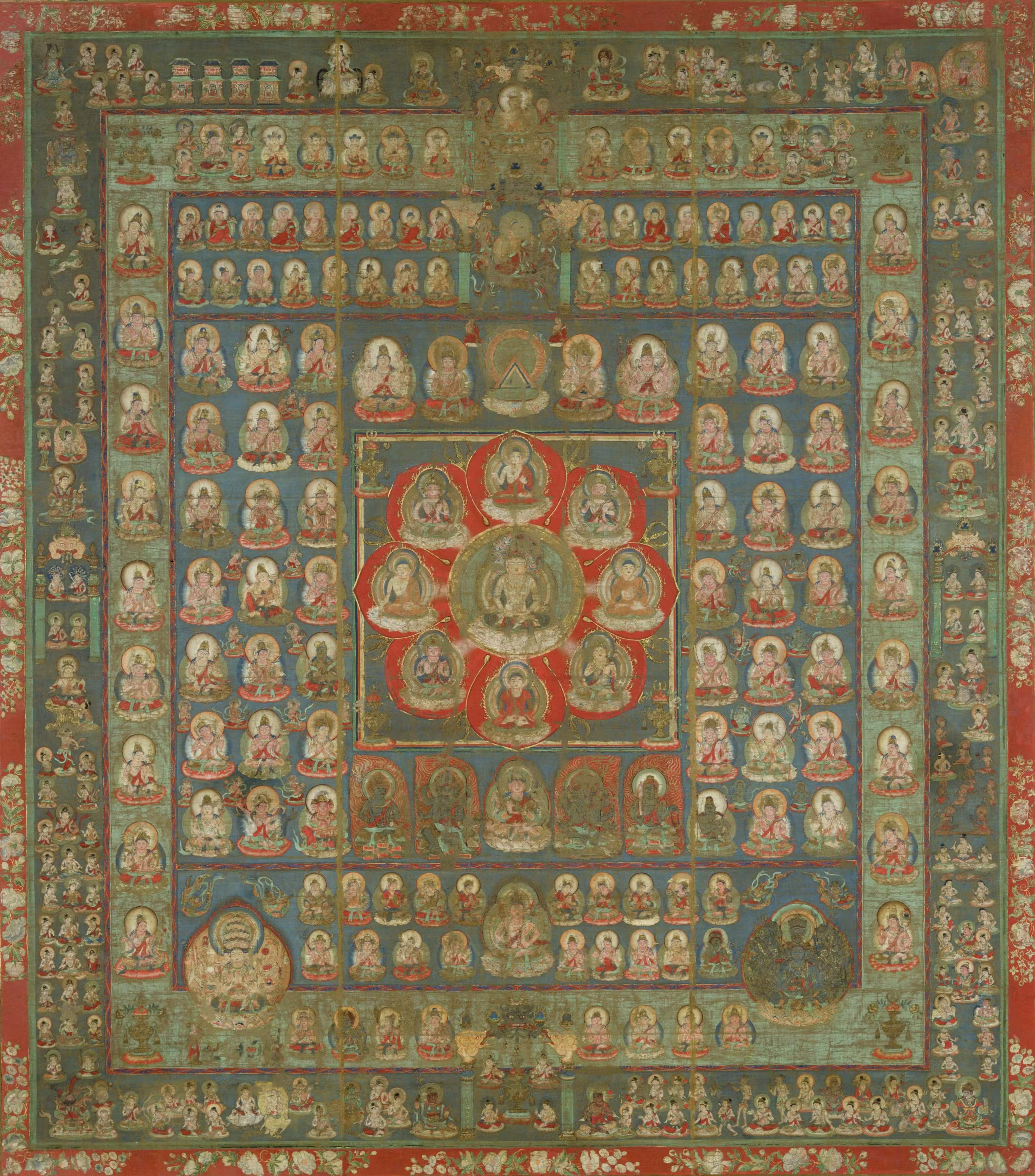
Mandala del reino de la matriz usado en las enseñanzas de Śubhakarasiṃha del Mahavairocana Tantra. Buda Vairocana está ubicado en el centro.

Las enseñanzas esotéricas y tántricas siguieron la misma ruta hacia el norte de China que el budismo, llegando a través de la ruta de la seda y las rutas comerciales marítimas del sudeste asiático durante la dinastía Tang en la primera mitad del siglo VII y recibieron la aprobación de los emperadores. Durante este tiempo, tres grandes maestros llegaron desde la India a China: Śubhakarasiṃha, Vajrabodhi y Amoghavajra, que tradujeron textos clave y fundaron la tradición de Zhenyan (真言, ‘palabra verdadera, mantra’). Zhenyan también fue traído a Japón como Shingon durante este período. Esta tradición se centró en los tantras como el Mahavairocana tantra, y a diferencia del budismo tibetano, no emplea el tantrismo antinómico y radical de los Anuttarayoga tantras.
El prestigio de esta tradición influyó en otras escuelas del budismo chino como Chan y Tiantai para adoptar prácticas esotéricas.
Otra forma de budismo esotérico en China es el azhaliismo, que se practica entre los pueblos Bai de China.

### MilgyoCoreano
Las prácticas budistas esotéricas (conocidas como milgyo, 密 教) y sus textos, llegaron a Corea durante la introducción inicial del budismo a la región en 372 d. C. El budismo esotérico fue apoyado por la realeza de Silla unificada (668-935) y la dinastía Goryeo ( 918-1392). Durante la dinastía Goryeo, las prácticas esotéricas eran comunes en las sectas grandes como la escuela Seon (Zen) y la escuela Hwaeom, así como en sectas esotéricas más pequeñas como las escuelas Sinin (mudra) y Ch'ongji (dharani). Durante la era de la ocupación mongola (1251-1350s), el budismo tibetano también existió en Corea, aunque nunca se afianzó allí.
Durante la dinastía Joseon, las escuelas budistas esotéricas se vieron obligadas a fusionarse con las escuelas Seon y Kyo, convirtiéndose en especialistas en rituales. Con el declive del budismo en Corea, el budismo esotérico se extinguió en su mayoría, salvo algunas huellas en los rituales de la Orden Jogye y la Orden Taego.
Hay dos escuelas budistas esotéricas en la Corea moderna; el Chinŏn (眞 言) y el Chin'gak (眞 覺). Según Henrik H. Sørensen, «no tienen ningún vínculo histórico con la tradición budista coreana, pero son construcciones modernas basadas en grandes medidas sobre el budismo Shingon japonés».

### Japón

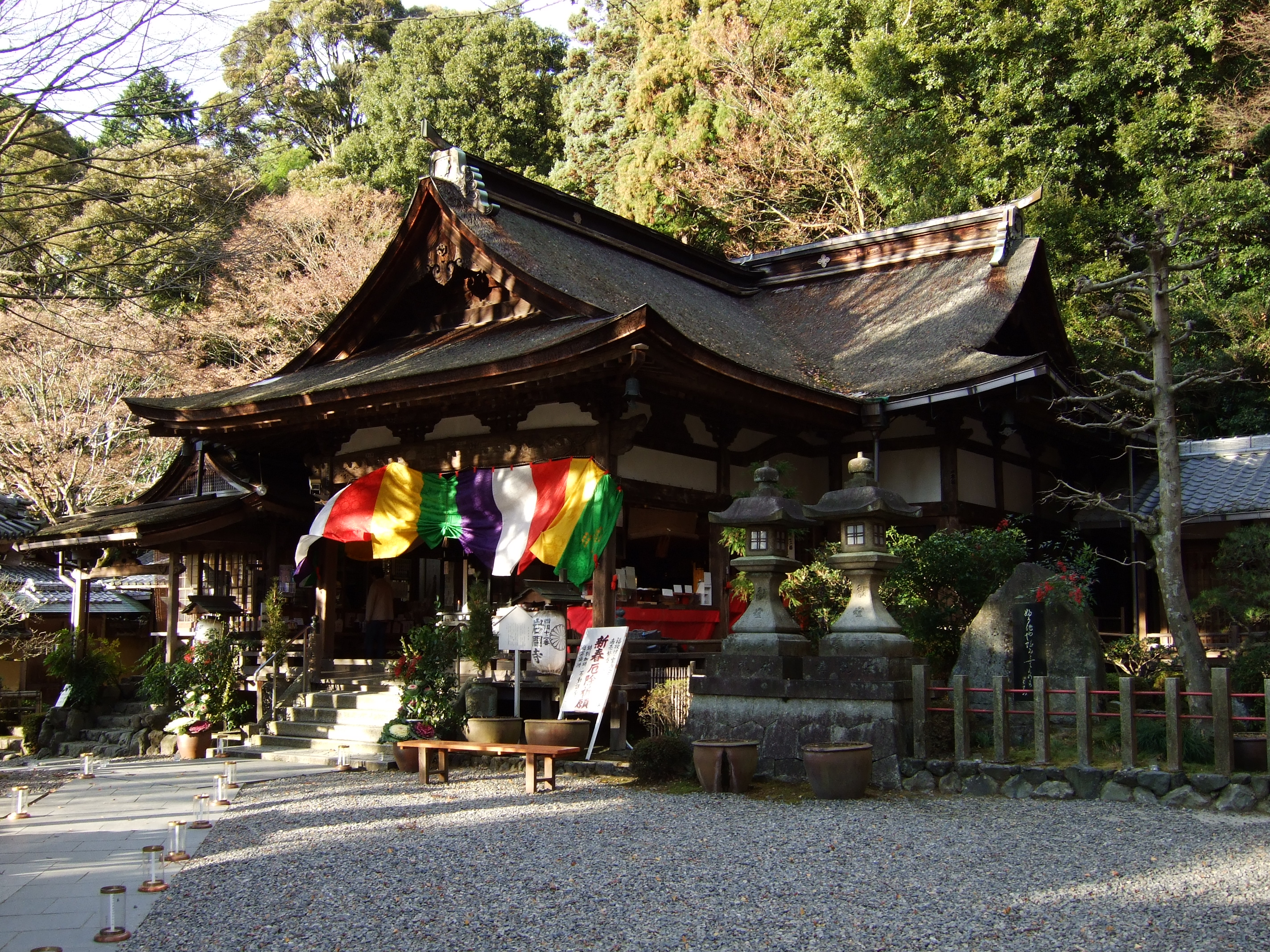
Iwama-dera o Shōhō-ji, un templo budista Shingon en Ōtsu, Shiga, Japón.

#### Shingon
La escuela Shingon japonesa incluye prácticas conocidas en japonés como Mikkyō («Enseñanza Esotérica» o «Misteriosa»), que son similares en concepto a las del Budismo Vajrayana. El linaje del budismo Shingon difiere del Vajrayana tibetano, que surgió de la India durante los siglos IX-XI en la Dinastía Pala y Asia Central (a través de China) y se basa en versiones anteriores de los textos indios que en el linaje tibetano. Shingon comparte material con el budismo tibetano, como los sutras esotéricos (llamados tantras en el budismo tibetano) y los mandalas. Los textos principales del budismo Shingon son el Mahavairocana Sutra y el Vajrasekhara Sutra. El fundador del budismo Shingon fue Kukai, un monje japonés que estudió en China en el siglo IX durante la dinastía Tang y trajo consigo las escrituras esotéricas, las técnicas y los mandalas que eran populares en el budismo tántrico chino. La escuela china casi se extinguió o se fusionó con otras escuelas en China hacia el final de la dinastía Tang, pero floreció en Japón. Shingon es una de las pocas ramas restantes del budismo en el mundo que continúa usando la escritura siddham del idioma sánscrito.

#### Tendai
La escuela de Tendai Japonesa emplea prácticas esotéricas, y sobre el tiempo estos rituales llegaron a considerarse de igual importancia que las enseñanzas exotéricas del Sutra del loto. Cantando mantras, manteniendo mudras o practicando ciertas formas de meditación, la escuela Tendai sostiene que uno puede comprender las experiencias sensoriales tal como las enseña del Buda, y tiene fe en que uno es innatamente un ser iluminado, y que uno puede alcanzar la iluminación dentro de la vida actual.

#### Shugendō
La religión sincrética llamada Shugendō fue fundada en el siglo VII en Japón por el asceta En no Gyōja. Con sus orígenes en los solitarios hijiri en el siglo VII, Shugendō evolucionó como una especie de amalgama entre el budismo esotérico, el sintoísmo y varias otras influencias religiosas, incluido el taoísmo. El budismo y el sintoísmo se fusionaron en shinbutsu shūgō, y la religión sincrética de Kūkai tuvo gran influencia hasta el final del período Edo, coexistiendo con elementos sintoístas dentro de Shugendō.

### Theravada tántrico
El Theravada tántrico o «budismo esotérico del sur» es un término para las formas esotéricas del budismo del sudeste asiático, donde el budismo Theravada es dominante. Los monjes cingaleses de Abhayagiri vihara una vez practicaron formas de tantra que eran populares en la isla. Otra tradición de este tipo fue el budismo Ari, que era común en Birmania. La tradición budista esotérica llamada Yogāvacara era una importante tradición budista en Camboya, Laos y Tailandia hasta bien entrada la era moderna. Esta forma de budismo declinó después del auge del modernismo budista del sudeste asiático.